# Rhyacotriton kezeri
Espèce
Statut de conservation UICN

 NT  : Quasi menacé
Rhyacotriton kezeri est une espèce d'amphibiens de la famille des Rhyacotritonidae. Cette salamandre est appelée  en anglais Columbia torrent salamander.

## Répartition

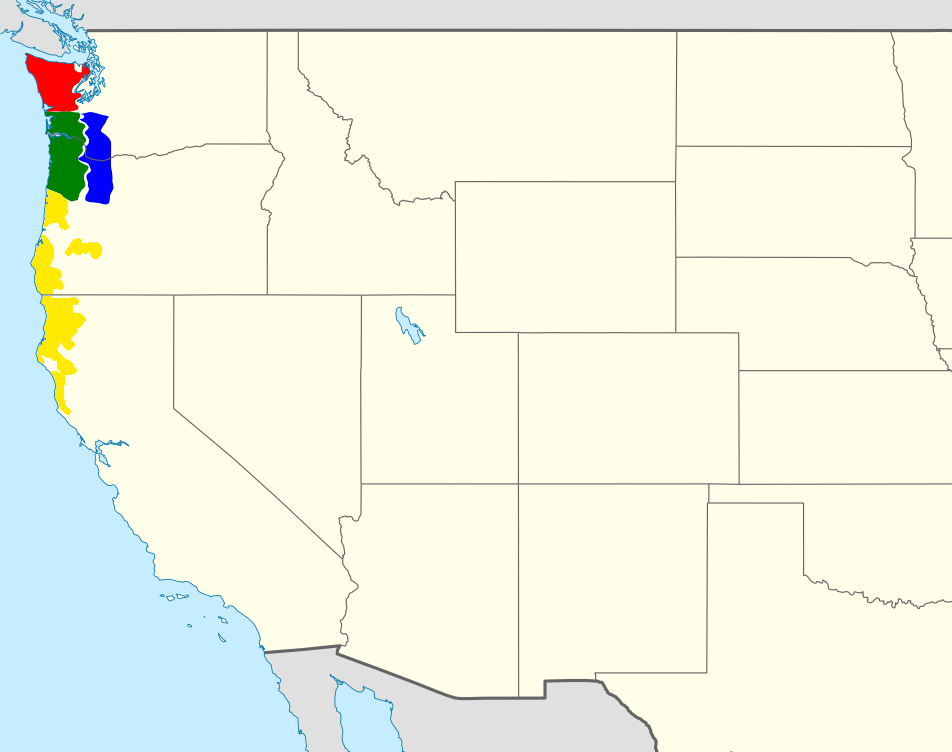
Distribution de Rhyacotriton kezeri en vert.

Cette espèce est endémique des États-Unis. Elle se rencontre du comté de Grays Harbor, dans l'État de Washington, jusqu'au comté de Polk, en Oregon à l'Ouest de la chaîne des Cascades le long du Pacifique.

## Étymologie
Cette espèce est nommée en l'honneur de James Kezer (1908-2002).

## Publication originale
- Good & Wake, 1992 : Geographic variation and speciation in the torrent salamanders of the genus Rhyacotriton (Caudata: Rhyacotritonidae). University of California Publications in Zoology, vol. 126, p. 1-91.